# Albi fuori serie di Martin Mystère
Gli albi fuori serie di Martin Mystère sono pubblicazioni che esulano dalla serie regolare di Martin Mystère. L'elenco comprende le seguenti collane, esposte in ordine cronologico e suddivise in 3 categorie:
- Pubblicazioni periodiche in corso
  - Speciale Martin Mystère (dal 1984, scritto Martin Mystère Special), albi annuali estivi di formato consueto bonellide, ma con un numero diverso di pagine. Fino al numero 21 ad essi era allegato il Dizionario dei misteri, un libriccino di 64 pagine non a fumetti, di formato ridotto rispetto all'albo; dal 22 al 30 Martin Mystère presenta, un fascicoletto spillato con le stesse dimensioni dello speciale, ma di sole 52 pagine; a partire dal n. 31 il volumetto non è più allegato e lo si può trovare rovesciando sottosopra l'albo, ottenendo così un flip book.
  - Maxi Martin Mystère (dal 2004), volumi con una maggiore foliazione e nei quali normalmente sono inseriti più episodi. Dal numero 1 al 4 contenevano storie inedite, dal 5 sono iniziate le ristampe di alcuni racconti originariamente pubblicati nella collana Zona X; il numero 10 contiene il terzo team-up con Dylan Dog.
  - Romanzi (dal 2017), libri non a fumetti editi annualmente.
  - Martin Mystère Magazine (dal 2022), albi annuali invernali facenti parte della Collana Almanacchi. Contengono una o più storie a fumetti, inedite o già pubblicate, oltre a un dossier su un argomento misterioso.

- Pubblicazioni con periodicità irregolare
  - One shot (dal 1990), racconti auto-conclusivi comprendenti team-up con personaggi della Sergio Bonelli Editore e altre storie uscite in occasione di ricorrenze particolari.
  - Libri (dal 2016), volumi cartonati contenenti romanzi in prosa inediti oppure ristampe (intere o parziali) di alcuni racconti usciti in tempistiche varie aventi il medesimo tema, più un dossier inedito sullo stesso tema.

- Pubblicazioni terminate
  - Raccolta Martin Mystère (1987-2014), ripubblicazione di due numeri alla volta della serie regolare ottenuti tramite le rese dalle edicole. È iniziata a gennaio 1987[1] e terminata ad ottobre 2014 con il n. 161[2], che conteneva gli albi n. 327 e 328 della serie regolare. Per la lista delle storie vedere gli Albi di Martin Mystère.
  - Almanacco del Mistero (1987-2014), albi annuali invernali della Collana Almanacchi; oltre a contenere una storia completa di 92 pagine, includevano anche dossier su scrittori o luoghi misteriosi e recensioni di opere cinematografiche, letterarie, televisive ecc. a tema misterioso uscite nel corso dell'ultimo anno.
  - Tutto Martin Mystère (1989-1999), pubblicazione mensile che ristampava in edizione "riveduta e corretta" gli albi della serie regolare, conclusa dopo 127 numeri. Per la lista delle storie vedere gli Albi di Martin Mystère[3].
  - Zona X (1992-1999), spin-off di albi con due racconti di fantascienza, saltuariamente presentati e/o interpretati dallo stesso Martin Mystère, anche se ambientati in universi narrativi paralleli; fu quadrimestrale fino al numero 9, bimestrale dal 10 al 20, mensile dal 21 al 45.
  - Martin Mystère Gigante (1995-2009), albi di grande formato con uscita annuale e con una storia con più pagine del solito.
  - Martin Mystère Extra (1996-2004), ristampa di racconti fuori collana di Martin Mystère usciti sui primi Speciali e Almanacchi, ma anche di alcune storie brevi pubblicate da altri editori (vedere anche Pubblicazioni extra di Martin Mystère).
  - Storie da Altrove (1998-2020), spin-off a cadenza annuale ambientati nel passato della base di Altrove.
  - Nuove avventure a colori (2016-2020), miniserie di albi mensili di 64 pagine a colori con storie con un Martin Mystère più giovane. La seconda serie ha proposto dei remake di avventure classiche dei primi anni.

## Speciale Martin Mystère
| N. | Titolo                                   | Pubblicato il  | Soggetto                           | Sceneggiatura                      | Disegni                                                                            | Copertina              |
| -- | ---------------------------------------- | -------------- | ---------------------------------- | ---------------------------------- | ---------------------------------------------------------------------------------- | ---------------------- |
| 1  | Il cobra d'oro                           | luglio 1984    | Alfredo Castelli                   | Alfredo Castelli                   | Franco Bignotti                                                                    | Giancarlo Alessandrini |
| 2  | Il tesoro di Loch Ness                   | luglio 1985    | Alfredo Castelli                   | Alfredo Castelli                   | Giancarlo Alessandrini                                                             | Giancarlo Alessandrini |
| 3  | Il segreto della Grande Piramide         | luglio 1986    | Alfredo Castelli                   | Alfredo Castelli                   | Giancarlo Alessandrini                                                             | Giancarlo Alessandrini |
| 4  | La diabolica invenzione                  | giugno 1987    | Alfredo Castelli                   | Alfredo Castelli                   | Giampiero Casertano                                                                | Giancarlo Alessandrini |
| 5  | La città sotto i ghiacci                 | luglio 1988    | Alfredo Castelli                   | Alfredo Castelli                   | Giancarlo Alessandrini                                                             | Giancarlo Alessandrini |
| 6  | New Atlantis                             | giugno 1989    | Alfredo Castelli                   | Alfredo Castelli                   | Giancarlo Alessandrini                                                             | Giancarlo Alessandrini |
| 7  | Ultimatum a New York                     | maggio 1990    | Alfredo Castelli                   | Alfredo Castelli                   | Giancarlo Alessandrini                                                             | Giancarlo Alessandrini |
| 8  | Il segreto di Mozart                     | giugno 1991    | Alfredo Castelli                   | Alfredo Castelli                   | Giancarlo Alessandrini                                                             | Giancarlo Alessandrini |
| 9  | La Quarta Caravella                      | giugno 1992    | Alfredo Castelli                   | Alfredo Castelli                   | Giancarlo Alessandrini                                                             | Giancarlo Alessandrini |
| 10 | La città magica                          | giugno 1993    | Alfredo Castelli                   | Alfredo Castelli                   | Giancarlo Alessandrini                                                             | Giancarlo Alessandrini |
| 11 | Il cavaliere verde                       | maggio 1994    | Carlo Recagno                      | Carlo Recagno                      | Giancarlo Alessandrini                                                             | Giancarlo Alessandrini |
| 12 | Contrappunto, scherzo e fuga             | giugno 1995    | Alfredo Castelli                   | Alfredo Castelli                   | Rodolfo Torti                                                                      | Giancarlo Alessandrini |
| 13 | L'ultimo concerto                        | maggio 1996    | Marco Bertoli e Andrea Pasini      | Alfredo Castelli                   | Lucio Filippucci e Giancarlo Alessandrini                                          | Giancarlo Alessandrini |
| 14 | Il cibo degli Dei                        | giugno 1997    | Alfredo Castelli                   | Alfredo Castelli                   | Giancarlo Alessandrini                                                             | Giancarlo Alessandrini |
| 15 | Il mondo di Escher                       | giugno 1998    | Enrico Lotti e Andrea Pasini       | Enrico Lotti e Andrea Pasini       | Giancarlo Alessandrini                                                             | Giancarlo Alessandrini |
| 16 | L'impareggiabile Reeves                  | giugno 1999    | Carlo Recagno                      | Carlo Recagno                      | Giancarlo Alessandrini                                                             | Giancarlo Alessandrini |
| 17 | Mistero alle Olimpiadi                   | giugno 2000    | Alfredo Castelli                   | Alfredo Castelli                   | Rodolfo Torti                                                                      | Giancarlo Alessandrini |
| 18 | La ragazza nella torta                   | luglio 2001    | Alfredo Castelli e Andrea Pasini   | Alfredo Castelli e Andrea Pasini   | Rodolfo Torti                                                                      | Giancarlo Alessandrini |
| 19 | La macchina della verità                 | agosto 2002    | Alfredo Castelli                   | Alfredo Castelli                   | Rodolfo Torti                                                                      | Giancarlo Alessandrini |
| 20 | Il mago della pioggia                    | agosto 2003    | Alfredo Castelli                   | Alfredo Castelli                   | Rodolfo Torti                                                                      | Giancarlo Alessandrini |
| 21 | Complotto a Wimbledon                    | settembre 2004 | Alfredo Castelli e Carlo Recagno   | Alfredo Castelli e Carlo Recagno   | Rodolfo Torti e Esposito Bros.                                                     | Giancarlo Alessandrini |
| 22 | L'anno della cometa                      | luglio 2005    | Alfredo Castelli                   | Alfredo Castelli                   | Rodolfo Torti                                                                      | Giancarlo Alessandrini |
| 23 | Oggi, domani e ieri                      | luglio 2006    | Carlo Recagno                      | Carlo Recagno                      | Rodolfo Torti                                                                      | Giancarlo Alessandrini |
| 24 | Spade, sfide e magie                     | luglio 2007    | Carlo Recagno                      | Carlo Recagno                      | Rodolfo Torti                                                                      | Giancarlo Alessandrini |
| 25 | I misteri di Torrington                  | luglio 2008    | Alfredo Castelli                   | Alfredo Castelli e Carlo Recagno   | Rodolfo Torti                                                                      | Giancarlo Alessandrini |
| 26 | Trappola di celluloide                   | luglio 2009    | Carlo Recagno                      | Carlo Recagno                      | Rodolfo Torti                                                                      | Giancarlo Alessandrini |
| 27 | Le avventure del giovane Martin          | luglio 2010    | Carlo Recagno                      | Carlo Recagno                      | Rodolfo Torti                                                                      | Giancarlo Alessandrini |
| 28 | I dolori del giovane Martin              | luglio 2011    | Carlo Recagno                      | Carlo Recagno                      | Rodolfo Torti                                                                      | Giancarlo Alessandrini |
| 29 | Gli enigmi del giovane Martin            | luglio 2012    | Carlo Recagno                      | Carlo Recagno                      | Rodolfo Torti                                                                      | Giancarlo Alessandrini |
| 30 | Il segno di venere                       | luglio 2013    | Carlo Recagno                      | Carlo Recagno                      | Rodolfo Torti                                                                      | Giancarlo Alessandrini |
| 31 | Martin contro Martin                     | luglio 2014    | Carlo Recagno                      | Carlo Recagno                      | Rodolfo Torti                                                                      | Giancarlo Alessandrini |
| 32 | Misteri a Blandings                      | luglio 2015    | Carlo Recagno                      | Carlo Recagno                      | Rodolfo Torti                                                                      | Giancarlo Alessandrini |
| 33 | Anni 30: troppi supereroi!               | luglio 2016    | Alfredo Castelli                   | Alfredo Castelli                   | Giancarlo Alessandrini                                                             | Giancarlo Alessandrini |
| 34 | Le molte vite di Martin Mystère          | luglio 2017    | Carlo Recagno e Alfredo Castelli   | Carlo Recagno e Alfredo Castelli   | Giancarlo Alessandrini, Esposito Bros., Rodolfo Torti, Luigi Coppola, Paolo Ongaro | Giancarlo Alessandrini |
| 35 | Le ombre di Camelot                      | luglio 2018    | Carlo Recagno                      | Carlo Recagno                      | Rodolfo Torti                                                                      | Giancarlo Alessandrini |
| 36 | L'uomo dal Rinascimento                  | luglio 2019    | Carlo Recagno                      | Carlo Recagno                      | Stefano Santoro e Giovanni Romanini                                                | Giancarlo Alessandrini |
| 37 | La vita è meravigliosa?                  | luglio 2020    | Alfredo Castelli                   | Alfredo Castelli                   | Giancarlo Alessandrini e Fabio Grimaldi                                            | Giancarlo Alessandrini |
| 38 | Fiamme sulla laguna                      | luglio 2021    | Alberto Toso Fei                   | Andrea Artusi e Mirco Zilio        | Paolo Ongaro                                                                       | Giancarlo Alessandrini |
| 39 | Il dado è tratto                         | luglio 2022    | Enrico Lotti e Alessandro Mainardi | Enrico Lotti e Alessandro Mainardi | Walter Venturi                                                                     | Giancarlo Alessandrini |
| 40 | La Storia mysteriosa del mondo - Parte 1 | luglio 2023    | Alex Dante e Alfredo Castelli      | Alex Dante e Alfredo Castelli      | AA.VV.                                                                             | Giancarlo Alessandrini |
| 41 | La Storia mysteriosa del mondo - Parte 2 | luglio 2024    | Alex Dante e Alfredo Castelli      | Alex Dante e Alfredo Castelli      | AA.VV.                                                                             | Giancarlo Alessandrini |

### Dizionari dei misteri allegati agli speciali
Le copertine sono state tutte realizzate da Claudio Villa, tranne quella del numero 21, disegnata da Giancarlo Alessandrini.
| N. | Titolo                            | A cura di                                                                  |
| -- | --------------------------------- | -------------------------------------------------------------------------- |
| 1  | Luoghi e oggetti misteriosi       | Alfredo Castelli                                                           |
| 2  | Spettri, mostri e creature        | Mauro Boselli                                                              |
| 3  | Guida di Atlantide                | Alfredo Castelli                                                           |
| 4  | La scienza misteriosa             | Alfredo Castelli                                                           |
| 5  | Personaggi misteriosi             | Alfredo Castelli                                                           |
| 6  | Extraterrestri & UFO              | Alfredo Castelli                                                           |
| 7  | ESP                               | Alfredo Castelli                                                           |
| 8  | I libri misteriosi                | Alfredo Castelli                                                           |
| 9  | Le dimore misteriose              | Alfredo Castelli                                                           |
| 10 | La cineteca mysteriosa            | Alfredo Castelli e Mario Gerosa                                            |
| 11 | I segreti di re Artù              | Alfredo Castelli e Mario Gerosa                                            |
| 12 | Le società segrete                | Alfredo Castelli                                                           |
| 13 | La musica mysteriosa              | Paolo Colombo e Alfredo Castelli                                           |
| 14 | La cucina mysteriosa              | Giulio Cesare Cuccolini, Marco Bertoli, Elena Colombo, Giancarlo Malagutti |
| 15 | L'arte mysteriosa                 | Alfredo Castelli e Giulio Cesare Cuccolini                                 |
| 16 | I linguaggi mysteriosi            | Alfredo Castelli e Giulio Cesare Cuccolini                                 |
| 17 | I detective dell'impossibile      | Alfredo Castelli e Giulio Cesare Cuccolini                                 |
| 18 | Gli scienziati dell'incredibile   | Giulio Cesare Cuccolini                                                    |
| 19 | La vita segreta di Martin Mystère | Stefano Priarone                                                           |
| 20 | I signori dei complotti           | Alfredo Castelli e Stefano Priarone                                        |
| 21 | I mysteri dello sport             | Stefano Priarone                                                           |

### "Martin Mystère presenta" allegati o sul retro degli speciali
Dal numero 22 al numero 30 si tratta di libretti allegati; a partire dal numero 31 le storie extra non sono più inserite in un albo a parte, ma il volume va girato al contrario (flip-book).
| N. | Titolo                                                       | Testi                            | Disegni                                                                             | Copertina              |
| -- | ------------------------------------------------------------ | -------------------------------- | ----------------------------------------------------------------------------------- | ---------------------- |
| 22 | Il mistero di Lovecraft                                      | Alfredo Castelli                 | Esposito Bros.                                                                      | Esposito Bros.         |
| 23 | Altri tempi                                                  | Alfredo Castelli                 | Davide De Cubellis, Paolo Morales, Giovanni Romanini, Sergio Tuis                   | Lucio Filippucci       |
| 24 | Benvenuti a Washington Mews. Guida per il visitatore         | Alfredo Castelli                 | Giancarlo Alessandrini, Lucio Filippucci, Alfredo Orlandi                           | Lucio Filippucci       |
| 25 | Angie in: "In onda"                                          | Carlo Recagno                    | Alfredo Orlandi                                                                     | Giancarlo Alessandrini |
| 26 | Mystery movie                                                | Alfredo Castelli                 | Giancarlo Alessandrini, Lucio Filippucci, Alfredo Orlandi                           | Lucio Filippucci       |
| 27 | Eccentrici visitatori dalla seconda dimensione               | Alfredo Castelli, Paolo Morales  | Daniele Caluri, Lucio Filippucci                                                    | Lucio Filippucci       |
| 28 | Numeri immaginati                                            | Alfredo Castelli                 | Lucio Filippucci, Alfredo Orlandi, Antonio Sforza                                   | Lucio Filippucci       |
| 29 | La minaccia dei temibili tre!                                | Alfredo Castelli, Carlo Recagno  | Bruno Brindisi, Davide De Cubellis, Esposito Bros., Lucio Filippucci, Paolo Morales | Lucio Filippucci       |
| 30 | La fine della civiltà come noi la conosciamo                 | Alfredo Castelli, Luigi Mignacco | Esposito Bros., Lucio Filippucci, Alfredo Orlandi                                   | Lucio Filippucci       |
| 31 | Martin in Slumberland - La materia di cui sono fatti i sogni | Alfredo Castelli, Carlo Recagno  | Giancarlo Alessandrini, Lucio Filippucci, Renato Nisi, Alfredo Orlandi              | Lucio Filippucci       |
| 32 | La notte degli orti viventi e altre vicende alimentari       | Alfredo Castelli, Carlo Recagno  | Giancarlo Alessandrini, Esposito Bros., Lucio Filippucci, Rodolfo Torti             | Lucio Filippucci       |
| 33 | Un racconto dal deep web                                     | Alfredo Castelli                 | Giancarlo Alessandrini, Daniele Caluri                                              | Lucio Filippucci       |
| 34 | Storie di prima dell'Euro                                    | Alfredo Castelli                 | Bruno Brindisi, Lucio Filippucci, Giuseppe Palumbo, Sergio Toppi                    | Lucio Filippucci       |
| 35 | Alla rovescia                                                | Alfredo Castelli                 | Daniele Fagarazzi, Lucio Filippucci, Alfredo Orlandi                                | Lucio Filippucci       |
| 36 | Colpi di Luna                                                | Alfredo Castelli                 | Alfredo Orlandi, Giuseppe Palumbo, Rodolfo Torti                                    | Lucio Filippucci       |
| 37 | Lo spirito di Raffaello                                      | Alfredo Castelli                 | Giancarlo Alessandrini, Alfredo Orlandi                                             | Lucio Filippucci       |
| 38 | Pape Satàn Aleppe!                                           | Alfredo Castelli                 | Raffaele Della Monica, Marcello Mangiantini, Giuseppe Montanari, Claudio Piccoli    | Giancarlo Alessandrini |
| 39 | Il faraone ritrovato                                         | Alfredo Castelli, Carlo Recagno  | Giovanni Crivello, Alfredo Orlandi                                                  | Lucio Filippucci       |
| 40 | Alfredo Castelli - La luuunga intervista                     | Alex Dante                       | AA.VV.                                                                              | Lucio Filippucci       |
| 41 | Alfredo Castelli - La luuunga intervista - Parte seconda     | Alex Dante                       | AA.VV.                                                                              | Lucio Filippucci       |

## Maxi Martin Mystère
| N. | Pubblicato il  | Titolo                                         | Soggetto                                                                          | Sceneggiatura                                                                     | Disegni | Copertina              |
| -- | -------------- | ---------------------------------------------- | --------------------------------------------------------------------------------- | --------------------------------------------------------------------------------- | --- | ---------------------- |
| 1  | luglio 2004    | Gli uomini rettile                             | Stefano Vietti                                                                    | Stefano Vietti                                                                    | Paolo Ongaro | Giancarlo Alessandrini |
| 1  | luglio 2004    | La macchina del tempo                          | Luca Galoppo                                                                      | Luca Galoppo                                                                      | Paolo Ongaro | Giancarlo Alessandrini |
| 2  | maggio 2005    | Il labirinto perfetto                          | Riccardo Borgogno                                                                 | Riccardo Borgogno                                                                 | Paolo Ongaro | Giancarlo Alessandrini |
| 2  | maggio 2005    | La bambina scomparsa                           | Lorenzo Bartoli                                                                   | Luca Galoppo                                                                      | Paolo Ongaro | Giancarlo Alessandrini |
| 2  | maggio 2005    | La biblioteca delle sabbie                     | Stefano Vietti                                                                    | Stefano Vietti                                                                    | Paolo Ongaro | Giancarlo Alessandrini |
| 3  | maggio 2006    | "Detectives dell'impossibile"                  | Alessandro Russo                                                                  | Alessandro Russo                                                                  | Giovanni Romanini | Giancarlo Alessandrini |
| 3  | maggio 2006    | Il potere del Vril                             | Alessandro Russo                                                                  | Alessandro Russo                                                                  | Giovanni Romanini | Giancarlo Alessandrini |
| 4  | aprile 2008    | Il ritorno dell'etrusco                        | Manlio Mattaliano                                                                 | Alfredo Castelli                                                                  | Paolo Ongaro | Giancarlo Alessandrini |
| 5  | luglio 2014    | Bentornato in Zona X                           | Alfredo Castelli                                                                  | Alfredo Castelli                                                                  | Corrado Roi, Luigi Siniscalchi | Lucio Filippucci       |
| 6  | luglio 2015    | Zona X - La scatola dei trucchi                | Alfredo Castelli, Enrico Lotti, Andrea Pasini                                     | Alfredo Castelli, Enrico Lotti, Andrea Pasini                                     | Enrico Bagnoli, Gino Vercelli | Lucio Filippucci       |
| 7  | luglio 2016    | Zona X - Nuoce gravemente alla salute          | Alfredo Castelli, Claudio Chiaverotti                                             | Alfredo Castelli, Claudio Chiaverotti                                             | Giancarlo Alessandrini, Lucio Filippucci, Giovanni Crivello, Giancarlo Caracuzzo | Giancarlo Alessandrini |
| 8  | luglio 2017    | Zona X - Nulla è come sembra                   | Vincenzo Beretta, Alfredo Castelli                                                | Vincenzo Beretta, Alfredo Castelli                                                | Rodolfo Torti, Fabrizio Russo, Pasquale Del Vecchio | Giancarlo Alessandrini |
| 9  | luglio 2018    | Zona X - Puzzle a 260 pezzi                    | Alfredo Castelli, Michele Medda, Antonio Serra, Bepi Vigna                        | Alfredo Castelli, Michele Medda, Antonio Serra, Bepi Vigna                        | Enrico Bagnoli (Henry), Lucia Arduini | Giancarlo Alessandrini |
| 10 | novembre 2018  | Dylan Dog & Martin Mystère - L'abisso del male | Carlo Recagno                                                                     | Carlo Recagno e Alfredo Castelli                                                  | Giovanni Freghieri, con la partecipazione di Giulio Camagni e Sergio Giardo, e con i contributi di Giancarlo Alessandrini, Luca Enoch, Lucio Filippucci, Nicola Genzianella, Giuseppe Matteoni e Giuseppe Palumbo | Angelo Stano           |
| 11 | luglio 2019    | Zona X - Illusioni ottiche                     | Claudio Chiaverotti, Enrico Lotti, Federico Memola, Andrea Pasini, Stefano Vietti | Claudio Chiaverotti, Enrico Lotti, Federico Memola, Andrea Pasini, Stefano Vietti | Giancarlo Alessandrini, Nicola Genzianella, Giovanni Romanini | Lucio Filippucci       |
| 12 | luglio 2020    | Magic Patrol 1                                 | Vincenzo Beretta, Federico Memola                                                 | Vincenzo Beretta, Federico Memola                                                 | Giancarlo Alessandrini, Gino Vercelli, Roberto Zaghi | Rosario Raho           |
| 13 | agosto 2020    | Magic Patrol 2                                 | Stefano Vietti, Vincenzo Beretta                                                  | Stefano Vietti, Vincenzo Beretta                                                  | Alberto Gennari, Roberto Zaghi | Rosario Raho           |
| 14 | settembre 2020 | La stirpe di Elän 1                            | Federico Memola                                                                   | Federico Memola                                                                   | Beniamino Delvecchio, Esposito Bros., Rossano Rossi | Rosario Raho           |
| 15 | maggio 2021    | La stirpe di Elän 2                            | Federico Memola                                                                   | Federico Memola                                                                   | Antonio Amodio, Sergio Giardo, Rossano Rossi | Rosario Raho           |
| 16 | luglio 2021    | La stirpe di Elän 3                            | Federico Memola                                                                   | Federico Memola                                                                   | Antonio Amodio, Sergio Giardo, Rossano Rossi, Gino Vercelli | Rosario Raho           |
| 17 | maggio 2022    | La stirpe di Elän 4                            | Francesco Donato, Federico Memola                                                 | Francesco Donato, Federico Memola                                                 | Stefano Martino, Rossano Rossi | Rosario Raho           |
| 18 | luglio 2022    | La stirpe di Elän 5                            | Francesco Donato, Federico Memola                                                 | Francesco Donato, Federico Memola                                                 | Antonio Amodio, Giovanni Romanini, Gianni Sedioli | Rosario Raho           |
| 19 | luglio 2023    | La stirpe di Elän 6                            | Federico Memola                                                                   | Federico Memola                                                                   | Stefano Martino, Gino Vercelli | Rosario Raho           |

## Romanzi
| N. | Titolo                             | Pubblicato il | Autore             |
| -- | ---------------------------------- | ------------- | ------------------ |
| 1  | La donna leopardo                  | luglio 2017   | Andrea Carlo Cappi |
| 2  | Le guerre nel buio                 | luglio 2018   | Andrea Carlo Cappi |
| 3  | Il mestiere del diavolo            | luglio 2019   | Andrea Carlo Cappi |
| 4  | La pietra di Wolfram               | luglio 2020   | Andrea Carlo Cappi |
| 5  | La farfalla dalle ali di ossidiana | luglio 2022   | Andrea Carlo Cappi |
| 6  | L'ultima legione di Atlantide      | luglio 2023   | Andrea Carlo Cappi |

## Martin Mystère Magazine
Il numero nella seconda colonna della tabella sottostante indica l'uscita all'interno degli Albi della Collana Almanacchi.
| N. | N.C.A. | Pubblicato il | Dossier                        | Titoli storie            | Soggetto         | Sceneggiatura    | Disegni                | Copertina              |
| -- | ------ | ------------- | ------------------------------ | ------------------------ | ---------------- | ---------------- | ---------------------- | ---------------------- |
| 1  | 178    | novembre 2022 | 1982-2022 La grande avventura! | Ci pensa Java            | Carlo Recagno    | Carlo Recagno    | Alfredo Orlandi        | Giancarlo Alessandrini |
| 1  | 178    | novembre 2022 | 1982-2022 La grande avventura! | Vent'anni di mysteri     | Alfredo Castelli | Alfredo Castelli | Giancarlo Alessandrini | Giancarlo Alessandrini |
| 1  | 178    | novembre 2022 | 1982-2022 La grande avventura! | La gatta di Schroedinger | Alfredo Castelli | Alfredo Castelli | Marco Foderà           | Giancarlo Alessandrini |

## One shot
| Titolo                                                          | Pubblicato il | Soggetto                                                 | Sceneggiatura                                            | Disegni                                                                 | Copertina                                 |
| --------------------------------------------------------------- | ------------- | -------------------------------------------------------- | -------------------------------------------------------- | ----------------------------------------------------------------------- | ----------------------------------------- |
| Dylan Dog & Martin Mystère - Ultima fermata: l'incubo!          | ottobre 1990  | Alfredo Castelli con la collaborazione di Tiziano Sclavi | Alfredo Castelli con la collaborazione di Tiziano Sclavi | Giovanni Freghieri                                                      | Angelo Stano                              |
| Dylan Dog & Martin Mystère - La fine del Mondo                  | ottobre 1992  | Tiziano Sclavi con la collaborazione di Alfredo Castelli | Tiziano Sclavi con la collaborazione di Alfredo Castelli | Giovanni Freghieri                                                      | Angelo Stano                              |
| Mister No & Martin Mystère - Fuga da Skynet                     | luglio 1993   | Guido Nolitta e Alfredo Castelli                         | Guido Nolitta e Alfredo Castelli                         | Domenico e Stefano Di Vitto                                             | Roberto Diso                              |
| Martin Mystère & Nathan Never - Prigioniero del futuro          | marzo 1996    | Alfredo Castelli                                         | Antonio Serra                                            | Gino Vercelli                                                           | Gino Vercelli                             |
| Il mystero delle nuvole parlanti                                | ottobre 1996  | Alfredo Castelli                                         | Alfredo Castelli                                         | Giancarlo Alessandrini, Esposito Bros., Lucio Filippucci                | Giancarlo Alessandrini                    |
| Martin Mystère & Nathan Never - Il segreto di Altrove           | febbraio 2001 | Vincenzo Beretta, Alfredo Castelli, Antonio Serra        | Vincenzo Beretta                                         | Gino Vercelli                                                           | Gino Vercelli                             |
| Generazioni                                                     | aprile 2003   | Carlo Recagno                                            | Carlo Recagno                                            | Giancarlo Alessandrini, Esposito Bros., Lucio Filippucci, Gino Vercelli | Giancarlo Alessandrini e Lucio Filippucci |
| Dylan Dog & Martin Mystère - L'abisso del male                  | novembre 2018 | Carlo Recagno                                            | Carlo Recagno e Alfredo Castelli                         | Giovanni Fregheri                                                       | Angelo Stano                              |
| Martin Mystère e Il Grande Zirmani contro il fantasma del museo | dicembre 2018 | Alfredo Castelli                                         | Alfredo Castelli e Raul Cremona                          | Paolo Ongaro                                                            | Lucio Filippucci                          |

## Libri
| N. | Titolo                                                               | Pubblicato il  | Testi                                                                                    | Disegni | Copertina              |
| -- | -------------------------------------------------------------------- | -------------- | ---------------------------------------------------------------------------------------- | --- | ---------------------- |
| 1  | Fuori tempo!                                                         | gennaio 2016   | Alfredo Castelli                                                                         | Giancarlo Alessandrini, Franco Devescovi, Lucio Filippucci, Rodolfo Torti | Lucio Filippucci       |
| 2  | L'alta cucina del fumetto                                            | settembre 2017 | Alfredo Castelli, Andrea Pasini, Carlo Recagno                                           | Giancarlo Alessandrini, Luigi Coppola, Esposito Bros., Lucio Filippucci, Fabio Grimaldi, Paolo Morales, Rodolfo Torti                                                                                 | Lucio Filippucci       |
| 3  | Le avventure a striscia di Martin Mystère                            | novembre 2017  | Alfredo Castelli                                                                         | Giancarlo Alessandrini, Fabrizio Busticchi, Franco Devescovi, Lucio Filippucci, Giovanni Freghieri | Giancarlo Alessandrini |
| 4  | Martin Mystère. Il romanzo                                           | maggio 2018    | Pierdomenico Baccalario                                                                  | - - - | Elia Bonetti           |
| 5  | Le invenzioni (im)possibili di Martin Mystère                        | ottobre 2018   | Alex Dante                                                                               | AA.VV. | Alex Dante             |
| 6  | Il gatto che usava il computer e altre storie di animali impossibili | febbraio 2019  | Alfredo Castelli                                                                         | Franco Devescovi, Esposito Bros., Gino Vercelli | Lucio Filippucci       |
| 7  | Le altre facce della Luna - Favole per giovani seleniti              | luglio 2019    | Alfredo Castelli, Carlo Recagno, Stefano Vietti                                          | Enrico Bagnoli, Lucio Filippucci, Maurizio Gradin, Rodolfo Torti | Lucio Filippucci       |
|    | Dylan Dog & Martin Mystère - Ultima fermata: l'incubo!               | agosto 2019    | Alfredo Castelli e Tiziano Sclavi                                                        | Giovanni Freghieri | Angelo Stano           |
| 8  | Leonardo genio dell'impossibile                                      | ottobre 2019   | Alex Dante                                                                               | Giancarlo Alessandrini, Giuseppe Palumbo, Rodolfo Torti | Alex Dante             |
| 9  | Musica, maestro!                                                     | agosto 2020    | Marco Bertoli, Alfredo Castelli, Michelangelo La Neve, Andrea Pasini, Stefano Santarelli | Giancarlo Alessandrini, Roberto Cardinale, Lucio Filippucci, Lucio Leoni | Giancarlo Alessandrini |
|    | Dylan Dog & Martin Mystère - La fine del mondo                       | settembre 2020 | Alfredo Castelli e Tiziano Sclavi                                                        | Giovanni Freghieri | Angelo Stano           |
| 10 | La storia impossibile del mondo dal big bang all'anno zero           | novembre 2020  | Alex Dante                                                                               | AA.VV. | Alex Dante             |
| 11 | Gli assassini invisibili                                             | gennaio 2021   | Alfredo Castelli                                                                         | Claudio Villa | Claudio Villa          |
| 12 | Martin in Comicsland - I fumetti nei fumetti                         | ottobre 2021   | Alfredo Castelli, Paolo Morales, Carlo Recagno                                           | Giancarlo Alessandrini, Bruno Brindisi, Daniele Caluri, Roberto Cardinale, Giorgio Cavazzano, Lucio Filippucci, Giuseppe Montanari, Giovanni Nisi, Alfredo Orlandi, Giuseppe Palumbo, Claudio Piccoli | Lucio Filippucci       |
| 13 | La storia impossibile del mondo dall'anno uno a oggi                 | febbraio 2022  | Alex Dante                                                                               | AA.VV. | Alex Dante             |
| 14 | L'oceano dei veleni                                                  | novembre 2022  | Alfredo Castelli                                                                         | Giancarlo Alessandrini | Giancarlo Alessandrini |
| 15 | Magic!                                                               | gennaio 2023   | Alfredo Castelli, Raul Cremona, Carlo Recagno                                            | Giancarlo Alessandrini, Sergio Giardo, Paolo Ongaro | Lucio Filippucci       |
| 16 | L'enigma del satellite                                               | novembre 2023  | Carlo Recagno                                                                            | Alfredo Orlandi | Lucio Filippucci       |
| 17 | Veritiere memorie del Docteur Mystère                                | ottobre 2024   | Alfredo Castelli, Carlo Recagno                                                          | Lucio Filippucci | Lucio Filippucci       |
| 18 | Cronache dell'impossibile                                            | dicembre 2024  | Alfredo Castelli                                                                         | Claudio Villa | Alex Dante             |

## Almanacco del Mistero
Gli Almanacchi erano indicati con l'anno di uscita e non avevano una loro numerazione progressiva, gli è stata assegnata solo in seguito nell'elenco arretrati del sito web di Sergio Bonelli Editore. Il numero nella seconda colonna della tabella sottostante indica l'uscita all'interno della Collana Almanacchi.
| N. | N.C.A. | Dossier                                                               | Titolo storia                                        | Pubblicato il | Soggetto                               | Sceneggiatura                          | Disegni                                           | Copertina                                 |
| -- | ------ | --------------------------------------------------------------------- | ---------------------------------------------------- | ------------- | -------------------------------------- | -------------------------------------- | ------------------------------------------------- | ----------------------------------------- |
| 1  | A      | Guida al mondo misterioso                                             | Nostra Terra dei Mysteri                             | Novembre 1987 | Alfredo Castelli                       | Alfredo Castelli                       | Giancarlo Alessandrini                            | Pino Avonto                               |
| 2  | B      | Progetto Terra                                                        | La scintilla                                         | Novembre 1988 | Alfredo Castelli                       | Alfredo Castelli                       | Raffaele Della Monica                             | Gabriele Pennacchioli                     |
| 3  | C      | Anno 2000 e dintorni                                                  | Condominium, ovvero come Donald Trump salvò la Terra | Novembre 1989 | Alfredo Castelli                       | Alfredo Castelli                       | Giovanni Crivello                                 | Alfredo Castelli                          |
| 4  | D      | I misteri dell'Est Europeo                                            | Il Documento Lambda                                  | Novembre 1990 | Alfredo Castelli                       | Alfredo Castelli                       | Giovanni Crivello                                 | Alfredo Castelli                          |
| 5  | F      | I misteri del Vicino Oriente                                          | Ritorno all'Eden                                     | Novembre 1991 | Alfredo Castelli                       | Alfredo Castelli                       | Luigi Coppola                                     | Giancarlo Alessandrini e Max Casalini     |
| 6  | H      | Oriente misterioso                                                    | Il taglio a nove mani                                | Novembre 1992 | Stefano Di Marino                      | Alfredo Castelli                       | Luigi Coppola                                     | Giancarlo Alessandrini e Andrea Baricordi |
| 7  | 3      | Mysteri italiani (parte 1)                                            | Il ritorno dei Titani                                | Dicembre 1993 | Stefano Santarelli e Alfredo Castelli  | Stefano Santarelli e Alfredo Castelli  | Luigi Siniscalchi                                 | Giancarlo Alessandrini                    |
| 8  | 10     | Mysteri italiani (parte 2)                                            | Scendendo                                            | Novembre 1994 | Alfredo Castelli                       | Alfredo Castelli                       | Giuseppe Palumbo                                  | Giancarlo Alessandrini                    |
| 9  | 16     | Mysteri a testa in giù                                                | Effetto boomerang                                    | Novembre 1995 | Alfredo Castelli                       | Alfredo Castelli                       | Giuseppe Palumbo                                  | Giancarlo Alessandrini                    |
| 10 | 22     | Animalmanacco                                                         | L'ossessione del reverendo Dodgson                   | Novembre 1996 | Alfredo Castelli e Andrea Pasini       | Alfredo Castelli e Andrea Pasini       | Paolo Morales e Fabio Grimaldi                    | Giancarlo Alessandrini                    |
| 11 | 28     | I mysteri del passato prossimo                                        | Docteur Mystère e il Popolo delle Tenebre            | Dicembre 1997 | Alfredo Castelli                       | Alfredo Castelli                       | Lucio Filippucci                                  | Giancarlo Alessandrini                    |
| 12 | 34     | I mysteri del West                                                    | Docteur Mystère e gli scorridori del Selvaggio Ovest | Dicembre 1998 | Alfredo Castelli                       | Alfredo Castelli                       | Lucio Filippucci                                  | Giancarlo Alessandrini                    |
| 13 | 40     | I mysteri del 2000                                                    | Docteur Mystère e la guerra dei mondi                | Dicembre 1999 | Alfredo Castelli                       | Alfredo Castelli                       | Lucio Filippucci                                  | Giancarlo Alessandrini                    |
| 14 | 46     | I mysteri dell'India e del Tibet                                      | Docteur Mystère e gli orrori della Giungla Nera      | Dicembre 2000 | Alfredo Castelli                       | Alfredo Castelli                       | Lucio Filippucci                                  | Giancarlo Alessandrini                    |
| 15 | 52     | Cose dell'altro mondo                                                 | Mister Jinx ritorna!                                 | Dicembre 2001 | Alfredo Castelli e Paolo Morales       | Alfredo Castelli e Paolo Morales       | Paolo Morales e Fabio Grimaldi                    | Giancarlo Alessandrini                    |
| 16 | 58     | Mysteri di Francia                                                    | Quarant'anni dopo                                    | Dicembre 2002 | Alfredo Castelli                       | Alfredo Castelli                       | Luisa Zancanella                                  | Giancarlo Alessandrini                    |
| 17 | 64     | Mysteri di Germania                                                   | Docteur Mystère e gli orrori del castello maledetto  | Dicembre 2003 | Alfredo Castelli                       | Alfredo Castelli                       | Lucio Filippucci                                  | Giancarlo Alessandrini                    |
| 18 | 70     | Mysteri inglesi                                                       | Il segreto di Robin Hood                             | Dicembre 2004 | Alfredo Castelli e Federico Memola     | Alfredo Castelli e Federico Memola     | Sergio Giardo                                     | Giancarlo Alessandrini                    |
| 19 | 76     | Mysteri africani                                                      | Il demone della giungla                              | Dicembre 2005 | Paolo Morales                          | Paolo Morales                          | Paolo Morales, Davide De Cubellis, Fabio Grimaldi | Giancarlo Alessandrini                    |
| 20 | 82     | Harry Potter, Erich von Däniken, animali fantastici, i Marziani       | La donna che cadde sulla Terra                       | Dicembre 2006 | Carlo Recagno                          | Carlo Recagno                          | Rodolfo Torti                                     | Giancarlo Alessandrini                    |
| 21 | 88     | Blake e Mortimer, l'El Dorado, le ucronie                             | L'uomo che non poteva morire                         | Dicembre 2007 | Alfredo Castelli                       | Alfredo Castelli                       | Giovanni Romanini                                 | Giancarlo Alessandrini                    |
| 22 | 94     | Eroi reinventati, Bernard Quatermass, Edgar Rice Burroughs            | I segreti di Wold Newton                             | Dicembre 2008 | Alfredo Castelli e Carlo Recagno       | Carlo Recagno                          | Franco Devescovi                                  | Giancarlo Alessandrini                    |
| 23 | 100    | Isole mysteriose, Abraham Merritt, X-Files                            | L'isola senza tempo                                  | Dicembre 2009 | Alfredo Castelli                       | Alfredo Castelli                       | Giovanni Romanini                                 | Giancarlo Alessandrini                    |
| 24 | 106    | Emilio Salgari, C. S. Lewis, l'Uomo Invisibile                        | Il leone del Transvaal                               | Novembre 2010 | Alfredo Castelli                       | Alfredo Castelli                       | Alfredo Orlandi e Roberto Cardinale               | Giancarlo Alessandrini                    |
| 25 | 112    | Fantômas, Tomás de Torquemada, Dino Buzzati                           | L'ombra di Fantômas                                  | Novembre 2011 | Alfredo Castelli e Jean-Marc Lofficier | Alfredo Castelli e Jean-Marc Lofficier | Dante Spada                                       | Giancarlo Alessandrini                    |
| 26 | 118    | Il mondo di Oz, gli esploratori dei sogni, Alejandro Jodorowsky       | I cavalieri di Oz                                    | Novembre 2012 | Alfredo Castelli                       | Alfredo Castelli                       | Alfredo Orlandi                                   | Giancarlo Alessandrini                    |
| 27 | 124    | George R. R. Martin, gli eroi dei pulp magazine, le terre immaginarie | L'impero sottomarino                                 | Novembre 2013 | Alfredo Castelli                       | Alfredo Castelli                       | Giancarlo Alessandrini                            | Giancarlo Alessandrini e Aldo Di Gennaro  |
| 28 | 130    | Riviste fanta-pulp, Terry Brooks, divinità aliene                     | Saturno contro la terra                              | Novembre 2014 | Alfredo Castelli                       | Alfredo Castelli                       | Giancarlo Alessandrini                            | Giancarlo Alessandrini e Lucio Filippucci |

## Martin Mystère Gigante
| N. | Titolo                         | Pubblicato il            | Soggetto                            | Sceneggiatura                       | Disegni                                            | Copertina              |
| -- | ------------------------------ | ------------------------ | ----------------------------------- | ----------------------------------- | -------------------------------------------------- | ---------------------- |
| 1  | Il segreto di San Nicola       | Settembre 1995           | Alfredo Castelli                    | Alfredo Castelli                    | Giancarlo Alessandrini                             | Giancarlo Alessandrini |
| 2  | Xanadu                         | Settembre 1996           | Alfredo Castelli                    | Alfredo Castelli                    | Paolo Morales e Fabio Grimaldi                     | Giancarlo Alessandrini |
| 3  | Gli Uomini in Nero             | Ottobre 1997             | Alfredo Castelli e Vincenzo Beretta | Alfredo Castelli e Vincenzo Beretta | Esposito Bros. e Giancarlo Alessandrini            | Giancarlo Alessandrini |
| 4  | La maledizione del Sahara      | Settembre 1998           | Vincenzo Beretta                    | Vincenzo Beretta                    | Eugenio Sicomoro                                   | Giancarlo Alessandrini |
| 5  | L'albero della vita            | Ottobre 1999             | Paolo Morales                       | Paolo Morales                       | Paolo Morales e Fabio Grimaldi                     | Giancarlo Alessandrini |
| 6  | L'isola di ghiaccio e di fuoco | Settembre 2000           | Carlo Recagno                       | Carlo Recagno                       | Esposito Bros., Giovanni Romanini, Dante Spada     | Giancarlo Alessandrini |
| 7  | Il numero della Bestia         | Dicembre 2001            | Alfredo Castelli                    | Alfredo Castelli                    | Giancarlo Alessandrini e Luisa Zancanella          | Giancarlo Alessandrini |
| 8  | Il segreto delle Ombre Diafane | Settembre 2002           | Vincenzo Beretta                    | Vincenzo Beretta                    | Lucio Filippucci                                   | Giancarlo Alessandrini |
| 9  | La città dei maghi             | Settembre 2003           | Vincenzo Beretta e Stefano Vietti   | Vincenzo Beretta e Stefano Vietti   | Franco Devescovi                                   | Giancarlo Alessandrini |
| 10 | L'angelo del male              | Dicembre 2004            | Paolo Morales                       | Paolo Morales                       | Paolo Morales e Davide De Cubellis                 | Giancarlo Alessandrini |
| 11 | Il re rosso                    | Gennaio 2006             | Carlo Recagno                       | Carlo Recagno                       | Esposito Bros., Francesca Palomba, Melissa Zanella | Giancarlo Alessandrini |
| 12 | Le dieci piaghe                | Marzo 2007               | Paolo Morales                       | Paolo Morales                       | Alfredo Orlandi                                    | Giancarlo Alessandrini |
| 13 | La sindrome di Matusalemme     | Maggio 2009              | Alfredo Castelli                    | Alfredo Castelli                    | Roberto Cardinale e Alfredo Orlandi                | Roberto Cardinale      |
| 14 | I figli del tuono              | Mai pubblicato (09-2016) |                                     | Carlo Recagno                       | Daniele Caluri                                     |                        |

## Martin Mystère Extra
| N. | Titolo                                                                                           | Pubblicato il  | Albo originale            |
| -- | ------------------------------------------------------------------------------------------------ | -------------- | ------------------------- |
| 1  | Il cobra d'oro                                                                                   | luglio 1996    | Special nº 1              |
| 2  | Il tesoro di Loch Ness                                                                           | settembre 1996 | Special nº 2              |
| 3  | Il segreto della Grande Piramide                                                                 | novembre 1996  | Special nº 3              |
| 4  | Nostra terra dei mysteri – La scintilla                                                          | gennaio 1997   | Almanacchi 1988 e 1989    |
| 5  | La diabolica invenzione                                                                          | marzo 1997     | Special nº 4              |
| 6  | Il sorriso della Gioconda e altri racconti                                                       | maggio 1997    | Racconti brevi vari       |
| 7  | La città sotto i ghiacci                                                                         | marzo 1997     | Special nº 5              |
| 8  | New Atlantis                                                                                     | settembre 1997 | Special nº 6              |
| 9  | Ultimatum a New York                                                                             | novembre 1997  | Special nº 7              |
| 10 | Condominium – Il documento Lambda                                                                | gennaio 1998   | Almanacchi 1990 e 1991    |
| 11 | Il segreto di Mozart                                                                             | aprile 1998    | Special nº 8              |
| 12 | L'amuleto di Tin Hinan e altri racconti                                                          | luglio 1998    | Racconti brevi vari       |
| 13 | La quarta caravella                                                                              | ottobre 1998   | Special nº 9              |
| 14 | Ritorno all'Eden – Il taglio a nove mani                                                         | gennaio 1999   | Almanacchi 1992 e 1993    |
| 15 | La città magica                                                                                  | aprile 1999    | Special nº 10             |
| 16 | La macchina pensante e altri racconti                                                            | luglio 1999    | Racconti brevi vari       |
| 17 | Il cavaliere verde                                                                               | ottobre 1999   | Special nº 11             |
| 18 | Contrappunto, scherzo e fuga                                                                     | gennaio 2000   | Special nº 12             |
| 19 | Il ritorno dei Titani – Scendendo                                                                | maggio 2000    | Almanacchi 1994 e 1995    |
| 20 | L'ultimo concerto                                                                                | settembre 2000 | Special nº 13             |
| 21 | Effetto boomerang – L'ossessione del reverendo Dodgson                                           | gennaio 2001   | Almanacchi 1996 e 1997    |
| 22 | Il segreto di Guglielmo Tell e altri racconti                                                    | luglio 2001    | Racconti brevi vari       |
| 23 | Il cibo degli dei                                                                                | gennaio 2002   | Special nº 14             |
| 24 | Docteur Mystère e il Popolo delle tenebre – Docteur Mystère e gli scorridori del selvaggio Ovest | luglio 2002    | Almanacchi 1998 e 1999    |
| 25 | Il mondo di Escher                                                                               | febbraio 2003  | Special nº 15             |
| 26 | La macchina della follia                                                                         | agosto 2003    | Martin Mystère nº 107 bis |
| 27 | L'impareggiabile Reeves                                                                          | febbraio 2004  | Special nº 16             |

## Nuove avventure a colori

### Prima serie
| N. | Titolo                      | Pubblicato il  | Soggetto       | Sceneggiatura                   | Disegni                                                                                            | Copertina        |
| -- | --------------------------- | -------------- | -------------- | ------------------------------- | -------------------------------------------------------------------------------------------------- | ---------------- |
| 1  | Ritorno all'impossibile     | novembre 2016  | I "Mysteriani" | I "Mysteriani"                  | Fabio Piacentini                                                                                   | Lucio Filippucci |
| 2  | L'elmo di Scipio            | dicembre 2016  | I "Mysteriani" | I "Mysteriani"                  | Alfredo Orlandi                                                                                    | Lucio Filippucci |
| 3  | L'arca dell'estinzione      | gennaio 2017   | I "Mysteriani" | I "Mysteriani"                  | Sauro Quaglia                                                                                      | Lucio Filippucci |
| 4  | La melodia che uccide       | febbraio 2017  | I "Mysteriani" | I "Mysteriani"                  | Rosario Raho                                                                                       | Lucio Filippucci |
| 5  | Quando i mondi si scontrano | marzo 2017     | I "Mysteriani" | I "Mysteriani"                  | Carlo Velardi e Valerio Giangiordano                                                               | Lucio Filippucci |
| 6  | Una voce dal futuro         | aprile 2017    | I "Mysteriani" | I "Mysteriani"                  | Giulio Giordano e Salvatore Cuffari                                                                | Lucio Filippucci |
| 7  | Dalla Terra alla Luna       | maggio 2017    | I "Mysteriani" | I "Mysteriani"                  | Luca Maresca                                                                                       | Lucio Filippucci |
| 8  | La caccia di Jasper         | giugno 2017    | I "Mysteriani" | I "Mysteriani" e Luigi Mignacco | Werner Maresta, Carlo Velardi, Luca Maresca                                                        | Lucio Filippucci |
| 9  | Il pianeta dei robot        | luglio 2017    | I "Mysteriani" | I "Mysteriani"                  | Francesco Mortarino                                                                                | Lucio Filippucci |
| 10 | La caduta di Agarthi        | agosto 2017    | I "Mysteriani" | I "Mysteriani"                  | Carlo Piu, Carlo Velardi, Salvatore Cuffaro, Giulio Giordano                                       | Lucio Filippucci |
| 11 | La pietra filosofale        | settembre 2017 | I "Mysteriani" | I "Mysteriani"                  | Rosario Raho                                                                                       | Lucio Filippucci |
| 12 | Al cuore della tenebra      | ottobre 2017   | I "Mysteriani" | I "Mysteriani"                  | Luca Maresca, Rosario Raho, Giulio Giordano, Salvatore Cuffari, Sauro Quaglia, Francesco Mortarino | Lucio Filippucci |

### Seconda serie
| N. | Titolo                    | Pubblicato il | Soggetto         | Sceneggiatura  | Disegni | Copertina        |
| -- | ------------------------- | ------------- | ---------------- | -------------- | --- | ---------------- |
| 1  | Ritorno alle origini      | ottobre 2019  | I "Mysteriani"   | I "Mysteriani" | Giulio Giordano, Salvatore Cuffari, Giancarlo Alessandrini, Fabio Piacentini, Sauro Quaglia, Luca Maresca, Alfredo Orlandi | Lucio Filippucci |
| 2  | Guerra nella preistoria   | novembre 2019 | Alfredo Castelli | I "Mysteriani" | Sauro Quaglia | Lucio Filippucci |
| 3  | New York rosso sangue     | dicembre 2019 | Alfredo Castelli | I "Mysteriani" | Giulio Giordano e Salvatore Cuffari                                                                                        | Lucio Filippucci |
| 4  | Il naufrago del tempo     | gennaio 2020  | Alfredo Castelli | I "Mysteriani" | Vito Rallo | Lucio Filippucci |
| 5  | Il segreto dei Mamuthones | febbraio 2020 | Alfredo Castelli | I "Mysteriani" | Alfredo Orlandi | Lucio Filippucci |
| 6  | Frankenstein 2020         | marzo 2020    | Alfredo Castelli | I "Mysteriani" | Rosario Raho | Lucio Filippucci |
| 7  | L'uomo che morì due volte | aprile 2020   | Alfredo Castelli | I "Mysteriani" | Fabio Piacentini | Lucio Filippucci |